# 庫珀海茨 (喬治亞州)
庫珀海茨（英語：Cooper Heights）是位於美國喬治亞州沃克縣的一個非建制地區。該地的面積和人口皆未知。

## 地理
庫珀海茨的座標為34°48′26″N 85°23′21″W / 34.80722°N 85.38917°W，而該地的平均海拔高度為271米（即889英尺）。